# Los Dalton contra Lucky Luke
Los Dalton contra Lucky Luke (Les Dalton como título original) es una película franco-hispano-alemana del género western, con toques de comedia, realizada por Philippe Haïm y estrenada en 2004. Está inspirada en la serie de historietas Lucky Luke. Se rodó en Alemania, Francia y España (particularmente en los alrededores de Rodalquilar, en la provincia de Almería).

## Sinopsis
Con el objetivo de robar un banco y que su madre esté orgullosa de ellos, los fracasados ladrones roban un sombrero mágico que les hará invencibles. Una película de acción que da una visión alocada y divertida del salvaje Oeste. Joe y Averell son, respectivamente, el mayor y el menor de los cuatro hermanos Dalton, los más peligrosos bandidos de toda la historia del Lejano Oeste, y sus fracasos son de tal calibre que su propia madre se está volviendo en contra de ellos. Pero reaccionan cuando Mamá Dalton los echa de su propia casa y deciden hacer que ella se sienta orgullosa de ellos robando el Gulch City Bank, donde la seguridad es tan alta que hasta los empleados están entrenados en las artes del combate. Fracasan en el robo del banco y Joe y Averell, junto con sus hermanos, son encarcelados. En la celda conocen a un mexicano que les revela información sobre un sombrero mágico que vuelve invencible al que lo lleva. Joe decide inmediatamente obtener el sombrero, así que los cuatro hermanos se fugan de la prisión y se dirigen hacia México, dejando un caos a su paso. Discutiendo sin parar, Joe y Averell compiten por el poder en una pequeña ciudad y se las arreglan para infiltrarse en una banda de criminales, donde, después de una espectacular batalla, consiguen robar el sombrero mágico al bandido que lo tenía. Pero los problemas solo están empezando debido la constante y creciente rivalidad entre Joe y Averell y a que la ley les pisa los talones. De nuevo en el Gulch City, los hermanos intenarán robar el banco otra vez y conseguir de paso que su madre esté orgullosa de ellos.